# Zabrušany
Zabrušany (en allemand : Sobrusan ou Soberschan) est une commune du district de Teplice, dans la région d'Ústí nad Labem, en Tchéquie. Sa population s'élevait à 1 136 habitants en 2021.

## Géographie
Zabrušany se trouve à 6 km au sud-ouest du centre de Teplice, à 20 km à l'ouest-sud-ouest d'Ústí nad Labem et à 75 km au nord-ouest de Prague.
La commune est limitée par Teplice au nord et au nord-est, par Kladruby et Ohníč à l'est, par Hostomice et Ledvice au sud, et par Duchcov et Lahošť à l'ouest.

## Histoire
La première mention écrite de la localité date de 1207-1209.

## Administration
La commune se compose de cinq quartiers :
- Zabrušany
- Štěrbina
- Straky
- Všechlapy
- Želénky

## Transports
Par la route, Zabrušany se trouve à 6 km de Teplice, à 26 km d'Ústí nad Labem et à 94 km de Prague.